# Singa 1
Singa 1 ist die wissenschaftliche Bezeichnung für den ungewöhnlich gut erhaltenen, fossilen Schädel eines frühen anatomisch modernen Menschen (Homo sapiens), der im Februar 1924 nahe der Ortschaft Singa im damaligen Anglo-Ägyptischen Sudan entdeckt wurde. Der Fund wurde erstmals 1938 von Arthur Smith Woodward detailliert beschrieben und von ihm als „ancestral Bushman“ („Ur-Buschmann“) interpretiert. Heute gilt diese Zuordnung zu den Vorfahren einer bestimmten Ethnie als Überinterpretation.

## Entdeckung und  Datierung
Entdeckt wurde der Schädel vom Gouverneur der Provinz Fung, W. R. G. Bond, in einer Böschung am westlichen Ufer des Blauen Nil, aus der das Fossil bei hohem Wasserstand herausgewaschen worden war. Smith Woodward erkannte, dass es sich vermutlich um den Schädel eines anatomisch modernen Menschen handelt, leitete jedoch zugleich von den beidseits sehr massiven Scheitelbeinen eine enge Verwandtschaft mit den heutigen San ab.
Spätere Untersuchungen des Schädels ergaben, dass er ungewöhnlich asymmetrisch und das Schädeldach weniger langgezogen als bei vergleichbar alten Fossilien ist, was möglicherweise als pathologisch einzuordnen sei. Pathologische Veränderungen wurden auch in einer 1998 publizierten Studie nachgewiesen, zugleich jedoch bestätigt, dass der Besitzer des Schädels ein frühen Vertreter des Homo sapiens war; auch dies galt zeitweise als ungesichert, da es erst in jüngerer Zeit verlässliche Datierungen des Fossils gab: Eine Uran-Thorium-Datierung des dem Schädel anhaftenden Kalksteins ergab 1996 ein Alter von 145.500 ± 7.500 bis 133.000 ± 2000 Jahren, die Elektronenspinresonanz-Datierung eines mutmaßlich gleich alten Pferdezahns ergab ein sehr weit gefasstes Alter von 159.000 ± 12.000 bis 89.000 ± 9.300 Jahren. In der 1998 publizierten Studie wurde schließlich anhand von Tierfossilien argumentiert, dass der Schädel am ehesten der Sauerstoff-Isotopenstufe MIS 6 und einem Alter von 160.000 bis 140.000 Jahren zuzuschreiben sei. Er lebte laut den Autoren der Studie folglich in einer Epoche, in der sich aus heutiger Sicht der evolutive Übergang von „archaischen“ Vertretern der Gattung Homo – insbesondere von Homo erectus – zu Homo sapiens ereignete und aus der nur wenige vergleichbar aussagekräftige Schädel erhalten geblieben sind.
Verwahrort des Fossils ist das Natural History Museum in London.

## Belege
1. ↑  Arthur Smith Woodward: A Fossil Skull of an Ancestral Bushman from the Anglo-Egyptian Sudan. In: Antiquity. Band 12, Nr. 46, 1938, S. 190–195, doi:10.1017/S0003598X00013661.
2. ↑  Eintrag Singa in: Bernard Wood (Hrsg.): Wiley-Blackwell Encyclopedia of Human Evolution. 2 Bände. Wiley-Blackwell, Chichester u. a. 2011, ISBN 978-1-4051-5510-6.
3. ↑  Don Brothwell: The Upper Pleistocene Singa skull: A problem in palaeontological interpretation. In: Wolfram Bernhard und Anneliese Kandler (Hrsg.): Bevölkerungsbiologie. Beiträge zur Struktur und Dynamik menschlicher Populationen in anthropologischer Sicht. Gustav Fischer, Stuttgart 1974, S. 534–545.
4. ↑  Frank McDermott, Chris Stringer et al.: New Late-Pleistocene uranium–thorium and ESR dates for the Singa hominid (Sudan). In: Journal of Human Evolution. Band 31, Nr. 6, 1996, S. 507–516, doi:10.1006/jhev.1996.0076.
5. ↑   Fred Spoor, Chris Stringer und Frans Zonneveld: Rare temporal bone pathology of the Singa calvaria from Sudan. In: American Journal of Physical Anthropology. Band 107, Nr. 1, 1998, S. 41–50, doi:10.1002/(SICI)1096-8644(199809)107:1<41::AID-AJPA4>3.0.CO;2-G, Volltext.
6. ↑  Eintrag Singa 1 in: Bernard Wood (Hrsg.): Wiley-Blackwell Encyclopedia of Human Evolution. 2 Bände. Wiley-Blackwell, Chichester u. a. 2011, ISBN 978-1-4051-5510-6.

Koordinaten: 13° 0′ 0″ N, 33° 55′ 0″ O